# Arnold Dolmetsch
Eugène Arnold Dolmetsch (ur. 24 lutego 1858 w Le Mans, zm. 28 lutego 1940 w Haslemere) – brytyjski muzykolog, budowniczy instrumentów dawnych, skrzypek, dyrygent i kompozytor pochodzenia francuskiego.

## Życiorys
Syn organmistrza. W dzieciństwie uczył się gry na fortepianie i skrzypcach, po śmierci ojca w 1874 roku przejął prowadzenie rodzinnego biznesu. W 1879 roku wyjechał do Brukseli, gdzie uczył się prywatnie u Henri Vieuxtempsa. W latach 1881–1883 studiował w konserwatorium brukselskim. Od 1883 do 1885 roku uczył się w Royal College of Music w Londynie u Henry’ego Holmesa (skrzypce), Fredericka Bridge’a (harmonia i kontrapunkt) oraz Huberta Parry’ego (kompozycja). W latach 1885–1889 uczył gry na skrzypcach w Dulwich College. Pod koniec lat 80. XIX wieku poświęcił się studiom nad muzyką dawną. Przeszukiwał zbiory biblioteczne w poszukiwaniu manuskryptów zapomnianych wówczas dzieł i podjął się rekonstrukcji historycznych instrumentów, na których grał później z członkami własnej rodziny i uczniami. W 1890 roku po raz pierwszy wystąpił publicznie, wykonując na instrumentach z epoki dzieła takich twórców jak Byrd, Bull, Purcell i Locke. W 1891 roku dał w Londynie koncert muzyki XVI- i XVII-wiecznej, grając na violach, lutni i klawesynie. W 1893 roku skonstruował pierwszą własną lutnię, w 1894 roku klawikord, a w latach 1895–1896 pierwszy klawesyn. Od 1904 do 1911 roku przebywał w Stanach Zjednoczonych, gdzie pracował dla produkującej instrumenty muzyczne firmy Chickering & Sons w Bostonie. Od 1911 do 1914 roku pracował dla wytwórni fortepianów Gaveau w Paryżu. W 1914 roku wrócił do Wielkiej Brytanii. W 1917 roku osiadł w Haslemere, gdzie prowadził atelier budowy dawnych instrumentów. W 1925 roku zainicjował Haslemere Festival of Music, odbywający się corocznie do wybuchu II wojny światowej. W 1927 roku założył Dolmetsch Foundation, która od 1929 roku wydawała własne czasopismo „The Consort”.
Swoją działalnością zapoczątkował renesans muzyki dawnej i problematykę jej wykonywania na instrumentach z epoki. Opublikował pracę The Interpretation of the Music of the XVII and XVIII Centuries (Londyn 1915, 2. wydanie 1946), przygotował też liczne wydania źródłowe utworów muzyki dawnej. Odznaczony został Legią Honorową (1938). Doktor honoris causa University of Durham (1939).

## Życie prywatne
Jego pierwszą żoną była Marie Morel (ślub 1878, separacja 1893, rozwód 1899). W 1899 roku ożenił się powtórnie ze swoją rozwiedzioną szwagierką, pianistką Elodie, jednak i to małżeństwo w 1903 roku zakończyło się rozwodem. Jego trzecią żoną była gambistka Mabel Johnston (1874–1969). Dzieci Arnolda i Mabel, Nathalie (ur. 1905), Rudolph (ur. 1906) i Carl Frederick (ur. 1911), także zostali muzykami grającymi na instrumentach historycznych.